# ایست بری (ورمانت)
ایست بری (به انگلیسی: East Barre) یک منطقهٔ مسکونی در ایالات متحده آمریکا است که در Barre واقع شده‌است. ایست بری ۶٫۹۶ کیلومتر مربع مساحت و ۸۲۶ نفر جمعیت دارد و ۳۴۴٫۴۳ متر بالاتر از سطح دریا واقع شده‌است.